# Флаг Протичкинского сельского поселения
Флаг муниципального образования Протичкинское сельское поселение Красноармейского района Краснодарского края Российской Федерации — опознавательно-правовой знак, служащий официальным символом муниципального образования.
Флаг утверждён 27 декабря 2011 года и внесён в Государственный геральдический регистр Российской Федерации с присвоением регистрационного номера 7635.

## Описание
«Прямоугольное полотнище с отношением ширины к длине 2:3, воспроизводящее композицию герба Протичкинского сельского поселения Красноармейского района в синем (голубом), зелёном, жёлтом и белом цветах».
Геральдическое описание герба гласит: «В лазоревом и зелёном поле, четверочастно разбитом серебряным узким косвенным крестом, поверх всего — чёрная кубанка с червлёным, украшенным серебром верхом, сопровождённая вверху тремя (два и одно) золотыми яблоками на черенках с листьями и внизу, поверх креста — двумя серебряными метёлками риса накрест».

## Обоснование символики
Флаг языком символов и аллегорий отражает исторические, культурные и экономические особенности сельского поселения.
Во второй половине XIX века казаки станицы Полтавской и близлежащих хуторов для отвода паводковых и грунтовых вод от населённых пунктов построили искусственный канал. Между каналом, который позже назвали Протичка и рекой Протока существовали хутора, разместившиеся на высоких местах вдоль реки. Позже эти хутора были объединены в один — Протичка.
Белый узкий косой крест аллегорически указывает на многочисленные ерики, реку Протока и канал Протичка, давший наименование всему поселению.
Изображение метёлок риса указывает на то, что рис является доминирующей сельхозкультурой на землях Протичкинского сельского поселения.
Белый цвет (серебро) — символ мудрости, совершенства, чистоты, справедливости и великодушия.
Синий цвет аллегорически указывает на плавни и многочисленные водоёмы, благодаря которым созданы рисовые чеки. Синий цвет (лазурь) символизирует чистое небо, честь, искренность, возвышенные устремления.
Зелёный цвет символизирует природу, плодородие, здоровье, возрождение, надежду, а также аллегорически указывает на животноводство и садоводство, развиваемое в личных и фермерских хозяйствах поселения. Изображённые на флаге яблоки аллегорически указывают на многочисленные сады. Яблоко — символ плодородия, совершенства, достатка, молодости.
Жёлтый цвет (золото) — символ достатка, стабильности и уважения, процветания и прочности.